# Strade provinciali della provincia di Siena
Elenco delle strade provinciali della Provincia di Siena:
| Numero | Denominazione                            | Percorso | Lunghezza (km) |
| ------ | ---------------------------------------- | --- | -------------- |
|        | di San Gimignano                         | Poggibonsi - Innesto S.P. 36 - Innesto S.P. di Variante all'Abitato di San Gimignano - Innesto S.P. 127 a San Gimignano - Innesto S.P. 49 - Ponte sul Fiume Elsa a Certaldo | 19,650         |
|        | di Molin Lungo                           | Innesto S.R. 429 a Radda in Chianti - Innesto S.P. 408 a Molinlungo | 6,000          |
|        | di Lucarelli                             | Innesto S.R. 429 a Radda in Chianti - Innesto S.P. 114 - Lucarelli | 8,595          |
|        | delle Galleraie                          | Innesto S.P. 451 a Capannino della Suvera - Innesto S.P. 28 - Innesto S.P. 35 - Innesto S.P. 107 - Innesto S.P. 35 - Terme delle Galleraie | 22,100         |
|        | di Petriolo                              | Innesto S.S. 223 a Le Potatine - Innesto S.P. 32 - Ponte sul Torrente Farma a Bagni di Petriolo | 5,000          |
|        | Colligiana                               | Innesto S.R. 2 Cassia a Monteriggioni - Innesto S.P. 74 - Innesto S.P. 70 - Innesto S.P. 451 - Colle di Val d'Elsa | 7,650          |
|        | del Chiantino                            | Innesto S.S. 715 - Innesto S.P. 484 - Castelnuovo Berardenga | 2,559          |
|        | di Torre a Castello                      | Innesto S.S. 73 a Colonna del Grillo - Innesto S.P. 139 - Torre a Castello | 2,850          |
|        | di Pievasciata                           | Innesto S.P. 408 a Pianella - Innesto S.P. 102 a Vagliagli | 10,005         |
|        | /a Lauretana                             | Innesto S.P. 438 - Innesto S.P. 63 a Sinalunga - Innesto S.P. 326 a Sinalunga | 31,130         |
|        | /b Lauretana                             | Innesto S.P. 326 ad Abbadia di Montepulciano - Innesto S.P. 17 a Montepulciano Stazione - Innesto S.P. 68/b - Innesto S.P. 68/c - Valiano - Provincia di Arezzo |                |
|        | /c Lauretana                             | Valiano - Petrignano del Lago |                |
|        | /a Traverse Siena - Perugia              | Innesto S.S. 715 a Rigomagno - Innesto S.P. 11/b | 15,960         |
|        | /b Traverse Siena - Perugia              | Innesto S.P. 11/a - Calcione |                |
|        | /c Traverse Siena - Perugia              | Sinalunga - Innesto S.P. 11/d - Provincia di Arezzo |                |
|        | /d Traverse Siena - Perugia              | Innesto S.P. 11/c - Innesto S.P. 13 a Sinalunga - Innesto S.P. 326 |                |
|        | /e Traverse Siena - Perugia              | Guazzino - Innesto S.P. 13 - Innesto S.P. 13 - Provincia di Arezzo |                |
|        | /f Traverse Siena - Perugia              | Bettolle - Innesto S.P. 13 - Provincia di Arezzo |                |
|        | Traversa Romana – Lauretana              | Monteroni d'Arbia - Innesto S.P. 438 ad Asciano | 14,625         |
|        | Sinalunga-Foiano                         | Innesto S.P. 11/d a Sinalunga - Innesto S.P. 11/e - Innesto S.P. 11/f | 2,670          |
|        | /a Traversa dei Monti                    | Innesto S.P. 326 a Sinalunga - Innesto S.P. 38 - Innesto S.P. 57 Innesto S.P. 71 - Innesto S.P. 14/b | 30,330         |
|        | /b Traversa dei Monti                    | Innesto S.P. 14/a - Innesto S.P. 38 - Innesto S.P. 14/c a Montisi |                |
|        | /c Traversa dei Monti                    | Innesto S.P. 14/b a Montisi - Innesto S.P. 60 a San Giovanni d'Asso - Innesto S.P. 75 - Innesto S.P. 137 a Torrenieri - Innesto S.S. 2 |                |
|        | /d Traversa dei Monti                    | Innesto S.S. 2 - Innesto S.P. 45 - Innesto S.P. 55 a Montalcino - Innesto S.P. 103 - Innesto S.P. 117 - Ponte sul Fiume Orcia a Sant'Angelo Scalo |                |
|        | Traversa Val di Chiana                   | Innesto S.P. 326 a Torrita di Siena - Innesto S.P. 57 a Osteria delle Noci - Innesto S.S. 146 |                |
|        | /a Traversa Montepulciano                | Innesto S.S. 146 a Montepulciano - Innesto S.P. 135 - Innesto S.P. 326 a Gracciano di Montepulciano |                |
|        | /b Traversa Montepulciano                | Innesto S.P. 326 a Gracciano di Montepulciano - Innesto S.P. 68 a Montepulciano Stazione - Innesto S.P. 10 a Montepulciano Stazione |                |
|        | /a del Monte Amiata                      | Innesto S.P. 18/c a Piancastagnaio - Innesto S.P. 18/b - Innesto S.P. 39 ad Abbadia San Salvatore - Innesto S.P. 81 ad Abbadia San Salvatore - Innesto S.P. 65 - Innesto S.P. 18/d - Innesto S.P. 61 - Innesto S.P. 478 |                |
|        | /b del Monte Amiata                      | Innesto S.P. 18/a a Piancastagnaio - Innesto S.P. 81/b - Tre Case - Innesto S.P. 66 - Innesto S.P. 25 a Saragiolo |                |
|        | /c del Monte Amiata                      | Innesto S.P. 20 - Casa del Corto - Innesto S.P. 18/a a Piancastagnaio |                |
|        | /d del Monte Amiata                      | Innesto S.P. 18/a a Podere Zaccaria - Innesto S.P. 113 a Campiglia d'Orcia - Innesto S.P. 65 - Innesto S.P. 323 |                |
|        | /e del Monte Amiata                      | Innesto S.S. 2 a Gallina - Innesto S.P. 63 - Innesto S.P. 88 - Pienza |                |
|        | di Sarteano                              | Innesto S.P. 478 a Sarteano - Innesto S.S. 146 a Chianciano Terme |                |
|        | Traversa Cassia Aurelia                  | Innesto S.S. 146 a Chiusi - Innesto S.P. 321 |                |
|        | di Cetona                                | Innesto S.P. 321 a Cetona - Innesto S.P. 478 a Sarteano |                |
|        | della Grossola                           | Innesto S.P. 55 a Monte Amiata Scalo - Innesto S.P. 323 |                |
|        | /a di Grotti                             | Monteroni d'Arbia - Innesto S.P. 34 a Radi |                |
|        | /b di Grotti                             | Innesto S.P. 34 a Radi - Innesto S.P. 46 a Ville di Corsano |                |
|        | /c di Grotti                             | Innesto S.P. 46 a Ville di Corsano - Bagnaia - Innesto S.S. 223 |                |
|        | di Radicofani                            | Innesto S.S. 2 - Innesto S.P. 478 a Radicofani |                |
|        | del Quaranta                             | Innesto S.P. 18/c a Saragiolo - Innesto S.P. 81/b a Quaranta |                |
|        | Asciano – Rapolano                       | Innesto S.P. 438 ad Asciano - Innesto S.P. 64 - Innesto S.P. 64 - Rapolano Terme |                |
|        | /a di Casole d'Elsa                      | Innesto S.S. 68 a Colle di Val d'Elsa - Quartaia - Innesto S.P. 27/b - Innesto S.P. 74 - Innesto S.P. 28 a Casole d'Elsa |                |
|        | /b di Casole d'Elsa                      | Innesto S.P. 27/a - Il Merlo - Provincia di Pisa |                |
|        | /c di Casole d'Elsa                      | Innesto S.P. 28 a Casole d'Elsa - Innesto S.P. 451 |                |
|        | di Mensano                               | Innesto S.P. 27/a a Casole d'Elsa - Innesto S.P. 27/c - Innesto S.P. 29 - Mensano - Innesto S.P. 3 |                |
|        | di Monteguidi                            | Innesto S.P. 28 - Monteguidi - Ponte sul Fiume Cecina, Provincia di Pisa | 7,200          |
|        | della Chiana                             | Innesto S.S. 146 a Chianciano Terme - Innesto S.P. 326 a Montallese | 7,490          |
|        | /a di Chiusdino                          | Innesto S.P. 73bis a Pian di Feccia - Innesto S.P. 107 a Casino - Chiusdino - Innesto S.P. 31/b a Ciciano - Innesto S.P. 441 |                |
|        | /b di Chiusdino                          | Innesto S.P. 31/a a Ciciano - Innesto S.P. 441 |                |
|        | /a delle Pinete                          | Innesto S.S. 223 - San Lorenzo a Merse - Tocchi - Innesto S.P. 32/b - Innesto S.P. 73bis a Monticiano |                |
|        | /b delle Pinete                          | Innesto S.P. 32/a - Iesa - Innesto S.S. 223 - Innesto S.P. 4 |                |
|        | della Rocca di Crevole                   | Innesto S.S. 223 - Fontazzi di Murlo - Casciano di Murlo - Innesto S.P. 46 - Crevole - Innesto S.P. 34/b - Innesto S.P. 34/a - Innesto S.P. 34/c a Vescovado di Murlo |                |
|        | /a di Murlo                              | Innesto S.P. 33 a Vescovado di Murlo - Innesto S.S. 2 a Lucignano d'Arbia |                |
|        | /b di Murlo                              | Innesto S.S. 2 a Colle Malamerenda - Innesto S.P. 23/a a Radi - Innesto S.P. 23/b - Innesto S.P. 33 |                |
|        | /c di Murlo                              | Innesto S.P. 33 a Vesovado di Murlo - Innesto S.P. 103 a Bibbiano |                |
|        | /d di Murlo                              | Innesto S.P. 103 a Bibbiano - Innesto S.S. 2 a Buonconvento |                |
|        | /a di Radicondoli                        | Innesto S.P. 3 - Innesto S.P. 35/b a Radicondoli |                |
|        | /b di Radicondoli                        | Innesto S.P. 35/a a Radicondoli - Innesto S.P. 35/d - Provincia di Pisa |                |
|        | /c di Radicondoli                        | Provincia di Pisa - Provincia di Pisa |                |
|        | /d di Radicondoli                        | Innesto S.P. 35/b - Innesto S.P. 107 - Innesto S.P. 3 |                |
|        | di Colle Val d'Elsa                      | Innesto S.S. 68 a Colle di Val d'Elsa - Innesto S.P. 1 |                |
|        | di Sovicille                             | Innesto S.P. 73bis a Volte Basse - Innesto S.P. 105 - Innesto S.P. 52 a Sovicille - Innesto S.P. 73bis a Malignano | 6,170          |
|        | /a di Trequanda                          | Innesto S.P. 10/a a Sinalunga - Innesto S.P. 38/b - Innesto S.P. 38/c a Trequanda - Innesto S.P. 38/d - Innesto S.P. 14/b - Innesto S.P. 14/c a Montisi |                |
|        | /b di Trequanda                          | Innesto S.P. 38/c a Trequanda - Innesto S.P. 38/a - Innesto S.P. 10/a |                |
|        | /c di Trequanda                          | Innesto S.P. 38/a a Trequanda - Innesto S.P. 38/b - Innesto S.P. 60 |                |
|        | /d di Trequanda                          | Innesto S.P. 38/a - Innesto S.P. 14/a |                |
|        | dei Combattenti                          | Innesto S.P. 18/a ad Abbadia San Salvatore - Innesto S.S. 2 | 5,500          |
|        | /a Traversa Amiata Chianciano            | Chianciano Terme - Innesto S.P. 88 - Innesto S.P. 40/b - Innesto S.P. 53 - Innesto S.S. 2 |                |
|        | /b Traversa Amiata Chianciano            | Innesto S.P. 40/a - Innesto S.P. 96 - Innesto S.P. 53 |                |
|        | di Trevinano                             | Innesto S.P. 321 a San Casciano dei Bagni - Innesto S.P. 82 a San Casciano dei Bagni - Provincia di Viterbo |                |
|        | del Brunello                             | Innesto S.S. 2 a Buonconvento - Innesto S.P. 14/d a Montalcino |                |
|        | delle Ville di Corsano                   | Innesto S.P. 73bis a Costafabbri - Innesto S.P. 23/b a Ville di Corsano - Innesto S.P. 23/c a Grotti - Innesto S.P. 33 | 16,700         |
|        | di Castel San Gimignano                  | Innesto S.S. 68 a Castel San Gimignano - Innesto S.P. di Variante all'Abitato di San Gimignano - Innesto S.P. 1 a San Gimignano |                |
|        | /a di Chiusi e del Lago                  | Innesto S.S. 146 a Chiusi - Chiusi Scalo |                |
|        | /b di Chiusi e del Lago                  | Chiusi - Provincia di Perugia |                |
|        | /c di Chiusi e del Lago                  | Innesto S.P. 321 a Chiusi Scalo - Provincia di Perugia - Chiusi Scalo |                |
|        | /a Francavilla e Passo alla Querce       | Innesto S.S. 146 a Poggio Olivo - Innesto S.P. 326 |                |
|        | /b Francavilla e Passo alla Querce       | Innesto S.P. 326 - Provincia di Perugia |                |
|        | /a di Castellina in Chianti              | Innesto S.R. 222 a Castellina in Chianti - Innesto S.P. 51/b - Innesto S.R. 2 a Castellina Scalo |                |
|        | /b di Castellina in Chianti              | Innesto S.P. 51/a - Castellina Scalo |                |
|        | della Montagnola Senese                  | Innesto S.P. 37 a Sovicille - Ancaiano - Pievescola - Innesto S.P. 541 a Capannino della Suvera |                |
|        | /a di Val d'Orcia                        | Innesto S.S. 2 a Bagno Vignoni - Innesto S.P. 18/d - Innesto S.P. 40/a |                |
|        | /b di Val d'Orcia                        | Innesto S.P. 40/a - Innesto S.P. 40/b - Innesto S.P. 96 - Innesto S.P. 126 - Innesto S.P. 54 - Innesto S.P. 478 |                |
|        | della Valle del Rigo                     | Innesto S.P. 321 a Celle sul Rigo - Innesto S.P. 53 - Innesto S.P. 478 |                |
|        | di Sant'Antimo                           | Innesto S.P. 14/d a Montalcino - Castelnuovo dell'Abate - Innesto S.P. 22 a Monte Amiata Scalo |                |
|        | dei Renelli                              | Innesto S.P. 15 a Osteria delle Noci - Innesto S.P. 14/a - Innesto S.P. 14/b - Innesto S.P. 71 | 4,367          |
|        | /a del Pecorile                          | Asciano - Innesto S.P. 38/c - Innesto S.P. 60/b - Innesto S.P. 14/c a San Giovanni d'Asso |                |
|        | /b del Pecorile                          | Innesto S.P. 60/a - Innesto S.P. 451 a Chiusure |                |
|        | di Bagni San Filippo                     | Innesto S.P. 18/a - Bagni San Filippo - Innesto S.S. 2 |                |
|        | di Castelnuovo Berardenga                | Innesto S.P. 408 a Pianella - Innesto S.P. 111/a - San Piero in Barca - Innesto S.P. 111/b - Castelnuovo Berardenga |                |
|        | /a di Sinalunga                          | Sinalunga - Innesto S.P. 11/d |                |
|        | /b di Sinalunga                          | Bettolle - Innesto S.P. 63/c - Provincia di Arezzo |                |
|        | /c di Sinalunga                          | Innesto S.P. 63/b - Innesto S.P. 327 a Torrita di Siena |                |
|        | /d di Sinalunga                          | Sinalunga - Innesto S.P. 10/a |                |
|        | /a di Serre di Rapolano                  | Innesto S.P. 26 - Innesto S.P. 64/c a Serre di Rapolano - Innesto S.P. 64/b - Innesto S.P. 438 |                |
|        | /b di Serre di Rapolano                  | Serre di Rapolano - Innesto S.P. 64/a |                |
|        | /c di Serre di Rapolano                  | Innesto S.P. 64/a a Serre di Rapolano - Innesto S.P. 64/d - Innesto S.S. 715 |                |
|        | /d di Serre di Rapolano                  | Innesto S.P. 64/c - Innesto S.P. 26 |                |
|        | /a del Vivo d'Orcia                      | Innesto S.P. 18/d - Innesto S.P. 65/b a Vivo d'Orcia - Innesto S.P. 18/a | 10,700         |
|        | /b del Vivo d'Orcia                      | Innesto S.P. 65/b a Vivo d'Orcia - Provincia di Grosseto |                |
|        | dell'Abetina                             | Innesto S.P. 18/b a Saragiolo - Provincia di Grosseto | 5,600          |
|        | /a Traverse della Lauretana              | Innesto S.P. 326 ad Acquaviva di Montepulciano - Innesto S.P. 17 a Montepulciano Stazione | 7,030          |
|        | /b Traverse della Lauretana              | Innesto S.P. 326 ad Acquaviva di Montepulciano - Innesto S.P. 10/b a Valiano |                |
|        | /c Traverse della Lauretana              | Innesto S.P. 10/b a Valiano - Provincia di Arezzo |                |
|        | di Cellole                               | Innesto S.P. 1 a San Gimignano - Innesto S.P. di Variante all'Abitato di San Gimignano - Città Metropolitana di Firenze |                |
|        | del Castello di Staggia                  | Innesto S.R. 2 a Staggia Senese - Innesto R.A. 3 - Innesto S.P. 541 - Innesto S.P. 5 a Colle di Val d'Elsa |                |
|        | /a di Castelmuzio e Petroio              | Innesto S.S. 146 a Pienza - Innesto S.P. 71/b - Castelmuzio - Petroio - Innesto S.P. 57 - Innesto S.P. 14/a | 22,530         |
|        | /b di Castelmuzio e Petroio              | Innesto S.P. 71/a - Cosona - Innesto S.P. 137 |                |
|        | di Badia a Montemuro                     | Innesto S.R. 429 a Radda in Chianti - Badiaccia Montemuro - Città Metropolitana di Firenze |                |
|        | /a di Monteluco                          | Innesto S.P. 484 a San Gusmè - Innesto S.P. 73/b a Monteluco - Nusenna - Provincia di Arezzo |                |
|        | /b di Monteluco                          | Innesto S.P. 408 - Innesto S.P. 77 a Castagnoli - Innesto S.P. 73/a a Monteluco |                |
|        | bis Senese Aretina                       | Siena - Innesto S.S. 674 - Innesto S.P. 46 - Innesto S.P. 101 - Innesto S.P. 37 - Innesto S.P. 105 - Innesto S.P. 37 - Innesto S.P. 99 - Innesto S.P. 541 - Innesto S.P. 31 - Innesto S.P. 441 - Innesto S.P. 32/a - Provincia di Grosseto |                |
|        | /a Traversa Monteriggioni Casole         | Innesto S.P. 5 a Pian del Casone - Strove - Innesto S.P. 541 |                |
|        | /b Traversa Monteriggioni Casole         | Innesto S.P. 541 - Innesto S.P. 27/a |                |
|        | di Pieve a Salti                         | Innesto S.S. 2 a Buonconvento - Pieve a Salti - Innesto S.P. 14/d |                |
|        | /a di San Donato in Poggio               | Innesto S.R. 222 a Castellina in Chianti - Città Metropolitana di Firenze |                |
|        | /b La Piazza                             | Innesto S.R. 222 - Sicelle |                |
|        | di S. Martino al Vento                   | Innesto S.P. 484 - San Martino al Vento - Innesto S.P. 73/b a Castagnoli |                |
|        | /a Vetta dell'Amiata                     | Innesto S.P. 18/a ad Abbadia San Salvatore - Vetta del Monte Amiata | 12,300         |
|        | /b Vetta dell'Amiata                     | Innesto S.P. 18/b a Piancastagnaio - Provincia di Grosseto - Provincia di Siena - Innesto S.P. 81/a |                |
|        | /a di San Casciano Bagni                 | Innesto S.P. 231 a Piazze - Innesto S.P. 82/b - Provincia di Perugia |                |
|        | /b di San Casciano Bagni                 | Innesto S.P. 82/a - Innesto S.P. 82/c a Palazzone - Innesto S.P. 82/d a Palazzone |                |
|        | /c di San Casciano Bagni                 | Innesto S.P. 82/b a Palazzone - Fighine - Innesto S.P. 41 a San Casciano dei Bagni |                |
|        | /d di San Casciano Bagni                 | Innesto S.P. 82/c a Palazzone - Innesto S.P. 82/b - Provincia di Perugia |                |
|        | /a di Monticchiello                      | Innesto S.P. 18/d - Monticchiello - Innesto S.P. 88/b - Innesto S.S. 146 a Montepulciano | 16,824         |
|        | /b di Monticchiello                      | Innesto S.P. 88/a - Innesto S.P. 40/a |                |
|        | Montagna di Cetona                       | Innesto S.P. 478 a Sarteano - Innesto S.P. 321 a San Casciano dei Bagni |                |
|        | di Piano d'Elsa                          | Poggibonsi - Innesto S.P. 127 a Ulignano - Innesto S.P. 1 a Badia ad Elmi |                |
|        | di Contignano                            | Innesto S.P. 478 - Contignano - Innesto S.P. 40/b - Innesto S.P. 53/b |                |
|        | del Piano di Rosia                       | Innesto S.S. 223 - Orgia - Brenna - Stigliano - Torri - Innesto S.P. 73bis a Rosia |                |
|        | /a di Montemaggio                        | Innesto S.P. 74 - Scorgiano - Santa Colomba - Innesto S.P. 101/b |                |
|        | /b di Montemaggio                        | Innesto S.R. 2 - Innesto S.P. 101/a - Innesto S.P. 73bis a Volte Basse |                |
|        | /a di Vagliagli                          | Innesto S.R. 222 a Siena - Innesto S.P. 9 - Vagliagli |                |
|        | /b di Vagliagli                          | Vagliagli - Innesto S.P. 114/a - Innesto S.R. 429 a Radda in Chianti |                |
|        | di Castiglion del Bosco                  | Innesto S.P. 34/c a Bibbiano - Innesto S.P. 34/d - Castiglione del Bosco - Innesto S.P. 117 - Innesto S.P. 14/d |                |
|        | /a di Ampugnano                          | Innesto S.P. 105/b ad Ampugnano - Aeroporto di Siena |                |
|        | /b di Ampugnano                          | San Rocco a Pilli - Innesto S.P. 105/a ad Ampugnano - Innesto S.P. 73bis - Innesto S.P. 73 |                |
|        | di Montalcinello                         | Innesto S.P. 31 a Casino - Montalcinello - Innesto S.P. 3 |                |
|        | /a di Monteaperti                        | Innesto S.S. 715 a Casetta - Monteaperti - Innesto S.P. 62 a San Piero in Barca |                |
|        | /b di Monteaperti                        | Innesto S.P. 62 a San Piero in Barca - Innesto S.P. 484 a San Gusmè |                |
|        | del Banditone                            | Innesto S.P. 18/d a Campiglia d'Orcia - Innesto S.S. 2 |                |
|        | /a Traversa del Chianti                  | Innesto S.P. 408 - Lecchi - Innesto S.P. 102/b |                |
|        | /b Traversa del Chianti                  | Innesto S.P. 408 - Monti in Chianti - Innesto S.P. 484 a San Regolo |                |
|        | /c Traversa del Chianti                  | Innesto S.P. 2bis - Città Metropolitana di Firenze |                |
|        | La Maremmana                             | Innesto S.P. 103 - Camigliano - Innesto S.P. 14/d a Sant'Angelo Scalo |                |
|        | delle Badesse                            | Innesto S.R. 2 a Siena - Uopini - Corpo Santo - Badesse - Innesto R.A. 3 - Lornano - Innesto S.R. 222 |                |
|        | di Castiglioncello del Trinoro           | Innesto S.P. 53/b - Castiglioncello del Trinoro - Sarteano |                |
|        | di Ulignano                              | Innesto S.P. 1 a San Gimignano - Innesto S.P. 95 a Ulignano |                |
|        | di Castagnoli                            | Poggibonsi - Innesto S.R. 429 a Castellina in Chianti |                |
|        | di Montepulciano                         | Innesto S.P. 17/a a Montepulciano - Innesto S.P. 327/VAR - Innesto S.P. 326 a Torrita di Siena |                |
|        | Traversa Romana – Aretina                | Innesto S.S.2 a Siena - Innesto S.S. 715 a Siena |                |
|        | di Celamonti                             | Innesto S.S. 2 a Torrenieri - Innesto S.S. 2 a San Quirico d'Orcia | 8,600          |
|        | di San Fabio                             | Innesto S.S. 715 - Innesto S.P. 8 |                |
|        | di Ponte Ottarchi                        | Innesto R.A. 3 - Innesto S.P. 119 a Badesse | 1,100          |
|        | del Polacco                              | Innesto S.S. 146 a Chiusi - Innesto S.P. 49 - Innesto S.P. 20 - Innesto S.P. 21 a Cetona - Innesto S.P. 82/a a Piazze - Innesto S.P. 89 a San Casciano dei Bagni - Innesto S.P. 41 a San Casciano dei Bagni - Innesto S.P. 54 a Celle sul Rigo - Innesto S.S. 2 a Ponte a Rigo | 36,400         |
|        | del Monte Amiata                         | Innesto S.S. 2 a Bagno Vignoni - Castiglione d'Orcia - Innesto S.P. 18/d - Innesto S.P. 22 - Provincia di Grosseto | 12,400         |
|        | di Rapolano                              | Sinalunga - Innesto S.P. 10/a - Innesto S.P. 14/a - Innesto S.P. 15 a Torrita di Siena - Innesto S.P. 327/VAR - Innesto S.P. 135 - Innesto S.P. 10/b ad Abbadia di Montepulciano - Innesto S.P. 17/b a Gracciano di Montepulciano - Innesto S.P. 17/a - Innesto S.P. 68 ad Abbadia di Montepulciano - Innesto S.P. 454 a Salcheto - Innesto S.P. 30 a Montallese - Innesto S.P. 50/a - Innesto S.P. 50/b - Innesto S.S. 146 a Chiusi | 33,140         |
|        | di Foiano                                | Innesto S.P. 236 a Torrita di Siena - Bettolle | 6,850          |
|        | /VAR di Foiano                           | Innesto S.P. 326 a Torrita di Siena - Innesto S.P. 135 - Torrita di Siena | 1,700          |
|        | di Montevarchi                           | Siena - Ponte a Bozzone - San Giovanni a Cerreto - Innesto S.P. 9 a Pianella - Innesto S.P. 62 - Innesto S.P. 114/c - Innesto S.P. 114/a - Innesto S.P. 484 - Innesto S.P. 2 - Innesto S.P. 73/b - Gaiole in Chianti - Innesto S.R. 429 - Provincia di Arezzo | 32,750         |
|        | Lauretana                                | Arbia - Innesto S.P. 12 - Innesto S.P. 451 ad Asciano - Innesto S.P. 60 ad Asciano - Innesto S.P. 26 ad Asciano - Innesto S.P. 64/a - Innesto S.P. 10/a - Innesto S.S. 715 | 26,850         |
|        | Massetana                                | Innesto S.P. 73bis - Innesto S.P. 31/a - Provincia di Grosseto | 10,500         |
|        | di Monteoliveto                          | Innesto S.P. 438 ad Asciano - Montecontieri - Innesto S.P. 60 a Chiusure - Monteoliveto Maggiore - Bollano - Innesto S.S. 2 a Buonconvento | 17,450         |
|        | di Pozzuolo                              | Innesto S.P. 326 a Salcheto - Provincia di Perugia | 3,572          |
|        | di Sarteano                              | Innesto S.S. 146 a Querce al Pino - Innesto S.P. 21 a Sarteano - Innesto S.P. 89 - Innesto S.P. 53/b - Innesto S.P. 54 - Innesto S.P. 24 a Radicofani - Innesto S.P. 18/a - Innesto S.P. 96 - Innesto S.S. 2 | 34,075         |
|        | del Castello di Brolio                   | Innesto S.S. 73 a Colonna del Grillo - Innesto S.P. 540 - Castelnuovo Berardenga - Innesto S.P. 73/a a San Gusmè - Villa a Sesta - Innesto S.P. 114 a San Regolo - Innesto S.P. 77 - Innesto S.P. 408 a Osteria della Passera | 21,964         |
|        | di Val d'Ambra                           | Innesto S.S. 73 a Colonna del Grillo - Innesto S.P. 484 - Provincia di Arezzo | 4,126          |
|        | Traversa Maremmana                       | Innesto S.P. 5 a Colle di Val d'Elsa - Innesto S.P. 70 - Gracciano dell'Elsa - Innesto S.P. 74/a - Innesto S.P. 74/b - Innesto S.P. 27/c - Innesto S.P. 3 - Innesto S.P. 52 - Innesto S.P. 73bis | 4,125          |
|        | di Variante all'Abitato di San Gimignano | Innesto S.P. 1 a San Gimignano - Innesto S.P. 1 a San Gimignano |                |